# Leopold Schmetterer
Leopold Karl Schmetterer (* 8. November 1919 in Wien; † 24. August 2004 in Gols) war ein österreichischer Statistiker und Wahrscheinlichkeitstheoretiker.

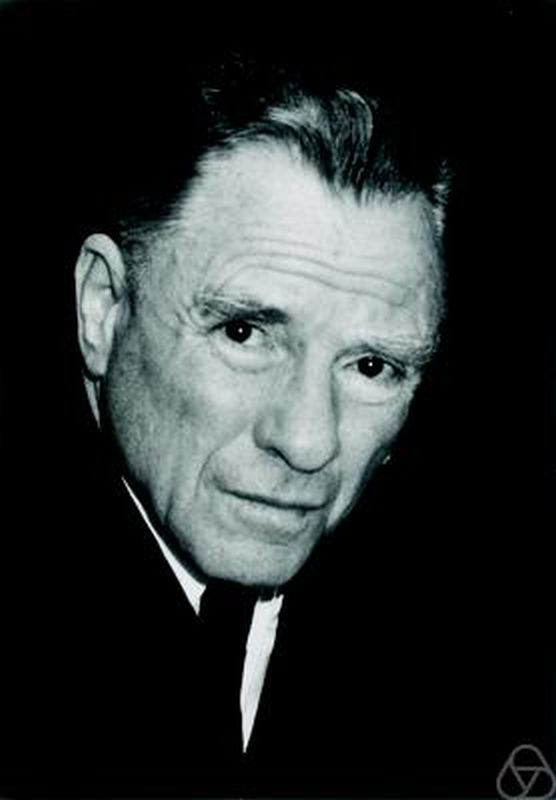
Leopold Schmetterer, Wien 1987

## Leben
Schmetterer kam aus bescheidenen Verhältnissen und besuchte in Wien das Hamerlinggymnasium (Matura mit Auszeichnung 1937) und danach eine Lehrerfortbildungsanstalt (dank der Unterstützung eines Onkels) mit dem Abschluss als Volksschullehrer 1938. Da er damals keine Lehrerstelle finden konnte, studierte er von 1938 bis 1941 an der Universität Wien Mathematik, Physik und Meteorologie, insbesondere bei Karl Strubecker, Wolfgang Gröbner, Hans Hornich und Karl Mayrhofer. An der Universität befreundete er sich mit Edmund Hlawka. 1941 wurde er in Wien mit einer zahlentheoretischen Arbeit bei Nikolaus Hofreiter promoviert (Approximation irrationaler Zahlen durch Zahlen aus K(i{\displaystyle {\sqrt {11}}}), war dann zur Wehrmacht eingezogen und zunächst wegen seiner schlechten Gesundheit in der Schreibstube, aber schon 1943 ans Mathematische Institut abgestellt und bis 1945 bei den Henschel-Werken in Berlin als Mathematiker dienstverpflichtet. 1947 heiratete er Elisabeth Schaffer, mit der er drei Söhne und eine Tochter hatte.
Nach dem Krieg war er Assistent in Wien bei Johann Radon, bei dem er sich mit Analysis beschäftigte und 1949 mit einer Arbeit über trigonometrische Reihen habilitierte. Auf Anraten von Paul Funk wandte er sich der damals in Wien kaum gepflegten mathematischen Statistik zu. 1949 wurde er Privatdozent an der Universität Wien, 1950 Honorardozent für mathematische Statistik an der TU Wien und wurde 1955 außerordentlicher Titularprofessor an der Universität. 1956 wurde er ordentlicher Professor für Versicherungsmathematik und Statistik an der Universität Hamburg. 1961 wurde er als Nachfolger von Radon ordentlicher Professor für Mathematik an der Universität Wien, ab 1971 als Professor für Statistik. 1969/70 war er Dekan an der Philosophischen Fakultät der Universität Wien und 1971 bis 1975 leitete er das Rechenzentrum der Universität Wien und das Institut für Sozio-ökonomische Entwicklungsforschung an der Österreichischen Akademie der Wissenschaften.
1990 emeritierte er. Er war als Gastprofessor an vielen Universitäten tätig, unter anderem in den USA (1958/59 in Berkeley, 1962/63 an der Catholic University in Washington D. C., 1973 Bowling Green State University), Frankreich (Clermont-Ferrand 1975) und Israel (Technion 1966).
Zuletzt war er zunehmend erblindet. Er starb bei einem Verkehrsunfall in einem Auto an einem unbeschrankten Bahnübergang, nachdem er Hilfe für seine bei einem Spaziergang gestürzte Frau holen wollte. Er wurde am Wiener Zentralfriedhof bestattet.
Seine Sammlung mathematischer Literatur ist in der Bibliothek für Mathematik der Universität Wien der Öffentlichkeit zugänglich.

## Bedeutung
Schmetterer war wesentlich am Wiederaufbau der Statistik in Deutschland und Österreich nach dem Zweiten Weltkrieg beteiligt. Schmetterer, der einen analytischen Hintergrund hatte, führte strenge mathematische Methoden ein und machte die Entwicklung der Statistik im Ausland (etwa durch Jerzy Neyman und Karl Pearson) im deutschsprachigen Raum durch ein wichtiges Lehrbuch bekannt. Er beschäftigte sich unter anderem mit stochastischer Approximation (Geschwindigkeit von Konvergenzprozessen), erwartungstreuen Schätzfunktionen, Optimalität in Bezug auf allgemeine Verlustfunktionen und Asymptotischen Untersuchungen für das Auftreten supereffizienter Schätzer. Angeregt durch seinen Kollegen Emil Artin in Hamburg untersuchte er auch algebraische Strukturen (Gruppen) in der Wahrscheinlichkeitstheorie.
Er war 1962 Mitgründer (mit Hans Richter) und erster Herausgeber der Zeitschrift für Wahrscheinlichkeitstheorie und verwandte Gebiete.

## Auszeichnungen und Mitgliedschaften (Auswahl)
- 1961 Fellow des Institute of Mathematical Statistics
- 1973 Fellow der American Statistical Association
- 1975: Österreichisches Ehrenkreuz für Wissenschaft und Kunst I. Klasse
- 1976: Wissenschaftspreis der Stadt Wien
- 1979: Goldenes Ehrenzeichen für Verdienste um das Land Wien
- 1980: Großes Silbernes Ehrenzeichen für Verdienste um die Republik Österreich
- 1981: Österreichischer Staatspreis für Wissenschaftspolitik (Ludwig-Boltzmann-Preis)
- 1984: Erwin-Schrödinger-Preis der Österreichischen Akademie der Wissenschaften
- 1995: Verdienst-Medaille der Leopoldina

Schmetterer war Mitglied der Österreichischen Akademie der Wissenschaften (korrespondierendes Mitglied seit 1970, wirkliches Mitglied seit 1971, 1975 bis 1983 ihr Generalsekretär), der Bayerischen Akademie der Wissenschaften, der Sächsischen Akademie der Wissenschaften, der Akademie der Wissenschaften der DDR (auswärtiges Mitglied seit 1977, später Berlin-Brandenburgische Akademie der Wissenschaften) und der Deutschen Akademie der Naturforscher Leopoldina (1970). Er war Ehrendoktor der Universität Clermont-Ferrand (1972). 1967 bis 1971 war er Vizepräsident des International Statistical Institute in Den Haag.

## Schriften (Auswahl)
- Einführung in die Mathematische Statistik. Springer, Wien-New York 1956, 2. Auflage 1966.
  - Englische Ausgabe: Introduction to Mathematical Statistics; Grundlehren der mathematischen Wissenschaften, Bd. 202, Springer-Verlag, 1974
  - Russische Ausgabe, Nauka, Moskau 1976, Herausgeber Juri Linnik
- Zum Konvergenzverhalten gewisser trigonometrischer Reihen, Monatsh. Math. 52 (1948), S. 162–178 (aus der Habilitation entstanden)
- Über nichtparametrische Methoden in der mathematischen Statistik, Jber. Deutsche Math. Verein. 61 (1959), S. 104–126
- mit R. Stender Grundbegriffe der Wahrscheinlichkeitstheorie, in Heinrich Behnke u. a.: Grundzüge der Mathematik, Göttingen, Vandenhoeck & Ruprecht, 1962, S. 96–132
- Über die Summe Markovscher Ketten auf Halbgruppen, Monatsh. f. Math. 71 (1976), S. 223–260
- Problems of group theory related to probability theory, Advances in Applied Probability 6 (1974), S. 188–259

Er war Mitherausgeber der Selecta von Karl Menger (Springer Verlag 2002/3), der Gesammelten Werke von Johann Radon (Birkhäuser 1987), von Hans Hahn (Springer 1995–1997) und schrieb das Vorwort zu den Gesammelten Aufsätzen von Erwin Schrödinger bei Vieweg (1984). Außerdem war er Mitherausgeber eines Gödel-Symposiums in Salzburg 1983 (Bibliopolis, Neapel 1987).